# 派德克莱瓦勒
派德克莱瓦勒（法語：Pays-de-Clerval，法語發音：[pei də klɛʁval]）是法国杜省的一个市镇，属于蒙贝利亚尔区。该市镇于2017年1月1日由原市镇克莱瓦勒和桑托什合并而成，行政中心位于克莱瓦勒。2019年1月1日，市镇绍莱克莱瓦勒并入派德克莱瓦勒。

## 地名
“派德克莱瓦勒”（Pays-de-Clerval）一名在法语中意为“克莱瓦勒之地区”。

## 地理
派德克莱瓦勒（47°23'35"N, 6°29'54"E）面积22.55 平方千米，位于法国勃艮第-弗朗什-孔泰大區杜省，该省份为法国东部内陆省份，北起上索恩省，西接汝拉省，东部及东南部与瑞士接壤，东北部与贝尔福地区省接壤。
与派德克莱瓦勒接壤的市镇（或旧市镇、城区）包括：方丹莱克莱瓦勒、杜河畔蓬皮埃尔、圣乔治阿尔蒙、昂特伊、大克罗塞、小克罗塞、罗什莱克莱瓦勒、布拉讷、耶夫尔帕鲁瓦斯、洛皮塔勒-圣列弗鲁瓦。
派德克莱瓦勒的时区为UTC+01:00、UTC+02:00（夏令时）。

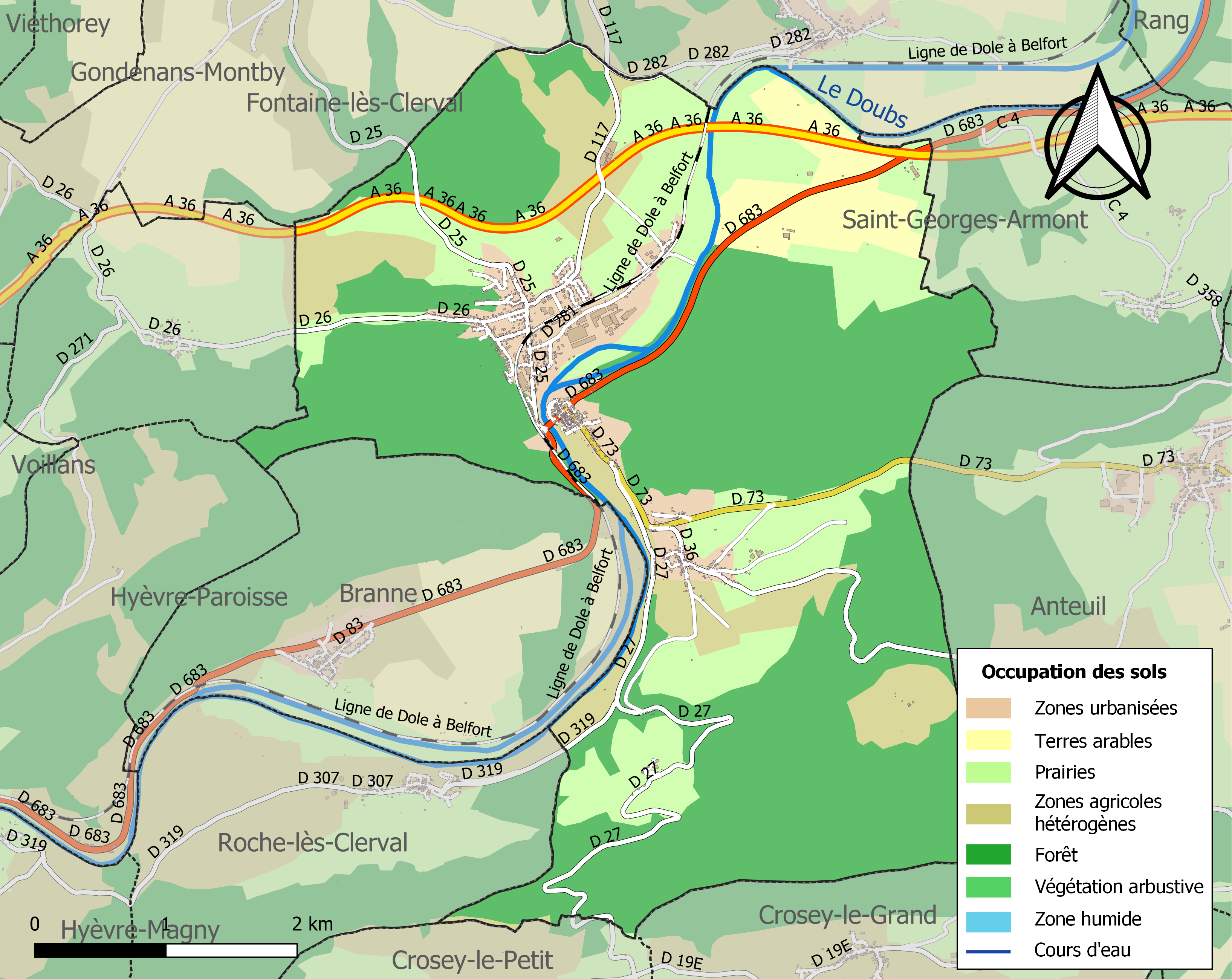
派德克莱瓦勒的OSM定位图

## 行政
派德克莱瓦勒的邮政编码为25340，INSEE市镇编码为25156。

## 政治
派德克莱瓦勒所属的省级选区为巴旺县。

## 人口
派德克莱瓦勒于2022年1月1日时的人口数量为1161人。